# Album tái phát hành
Trong ngành công nghiệp âm nhạc, một album tái phát hành (album tái bản, album đóng gói), là album đã được phát hành trước đó, đôi khi có sự thay đổi hoặc bổ sung.